# Brauerei Göss
Die Brauerei zu Göss ist eine traditionsreiche Großbrauerei in der steirischen Stadt Leoben. Ihr bekanntestes Produkt ist die Biermarke Gösser. Die Bierbrauerei ist Teil der Brau Union Österreich AG, die seit 2003 zum Konzern Heineken gehört.

## Geschichte

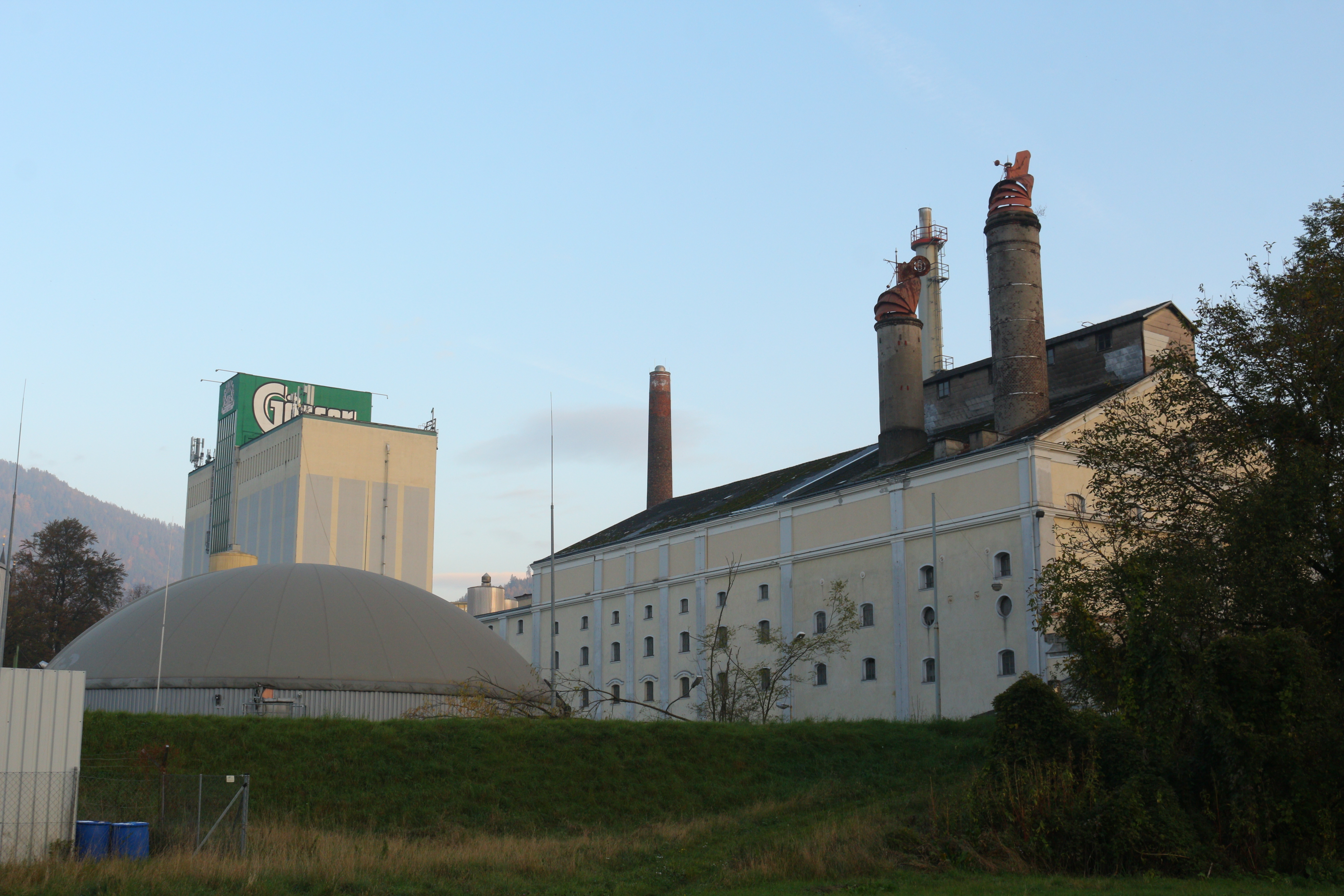
Blick auf die Brauerei, 2022

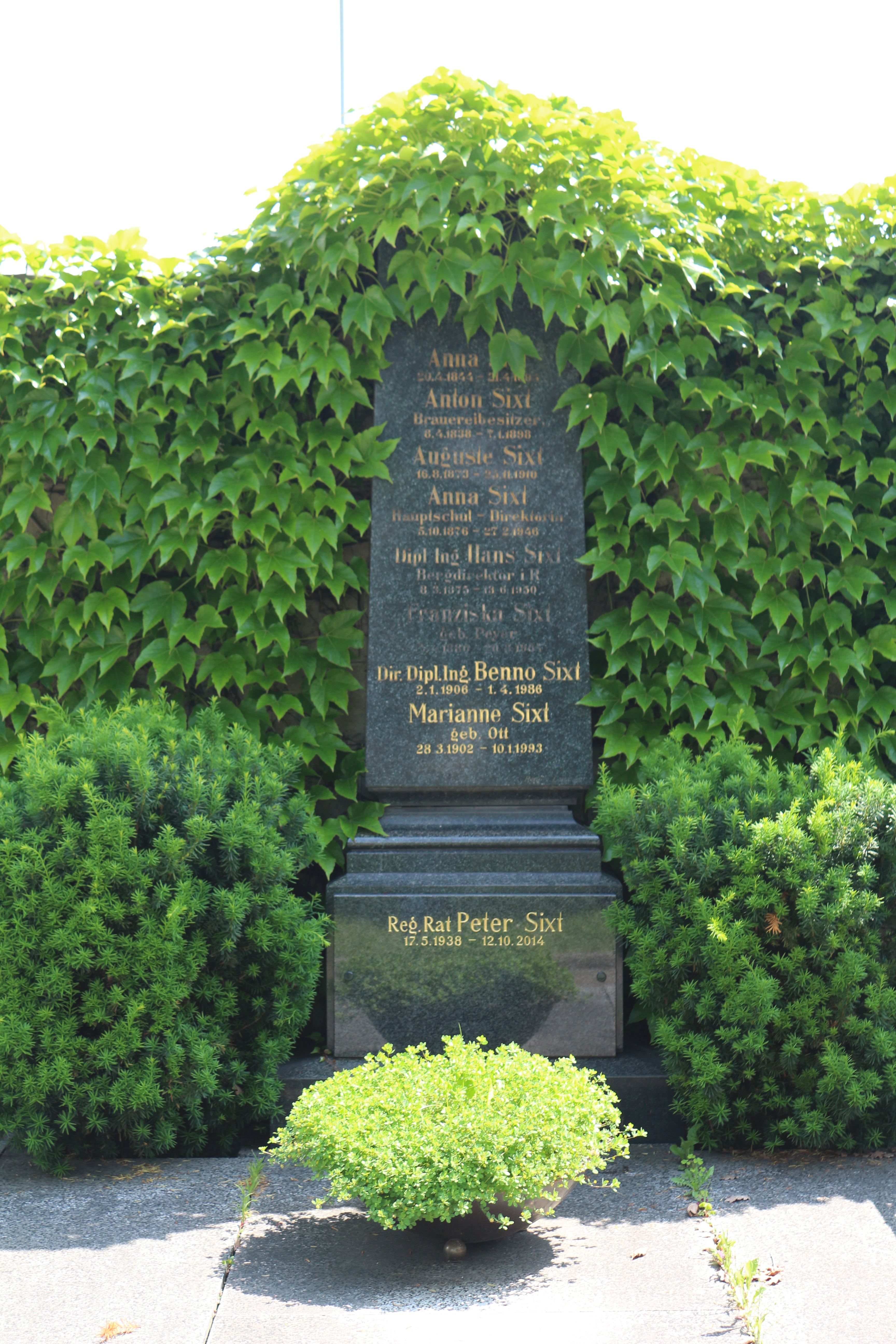
Grab von Familie Sixt am Zentralfriedhof Leoben (Mai 2018)

Bereits um das Jahr 1000 stiftete die Gräfin Adala auf einem Ackerland an der Mur das Stift Göß, in dem von Nonnen Bier gebraut wurde. Das Bier verlor aber bald gegenüber Wein an Bedeutung, und keine Brauerei konnte sich in dieser Gegend etablieren.
Erstmals urkundlich erwähnt wurde eine Brauerei in Göss im Jahre 1459 durch einen im Nonnenstift angesiedelten Bierbrauer namens Lenhart Newmaister. Dieses Nonnenstift war bis zu seiner Aufhebung im Jahre 1782 kultureller und wirtschaftlicher Mittelpunkt der gesamten Gegend rund um Göss.
Die Tradition des Bierbrauens in den Stiftsgebäuden lebte wieder auf, als 1860 der damals 28-jährige Braumeister der Brauerei Saybusch, Max Kober, Teile des Klosters erwarb und gegen den Willen des Gemeinderates die Klosterbrauerei reaktivierte. 1892 betrug die Produktionsmenge 70.000 Hektoliter.
Mit der Gründung einer AG im Jahr 1893, dem Kauf der Sixt’schen Brauerei in Leoben und der Fusion mit der Brauerei Farrach im Jahr 1894 legte Max Kober den Grundstein für die Entwicklung zu einer der bedeutendsten Brauereien Österreichs. Großaktionäre der Brauerei Farrach waren Georg Ritter von Metaxa und Leopold Löwy. 
In den folgenden Jahren expandierte die Gösser AG stark und erwarb weitere Brauereien: Sixt-Leoben 1894, Finze-Mautern 1895, Unterdrauburg 1895, Pissl-Knittelfeld 1899, Lochs-Bruck a.d. Mur 1899, Hafner-St. Veit a.d. Glan 1903, Hörlberger-Möderburgg 1904, Rieder-Schellenberg 1907.
Bei dem Bau der Karawanken-, Tauern- und Pyhrnbahn versorgte Gösser die Arbeiter mit Bier. Diese Positionierung beruhten auf der politischen und wirtschaftlichen Vernetzung Löwys in der Hauptstadt Wien. Löwy schloss 1905 und 1906 Freundschaftsverträge mit den größten steirischen Konkurrenten, der Brauerei Brüder Reininghaus AG und der Ersten Grazer Aktienbrauerei (vormals Franz Schreiner & Söhne in Puntigam), die 1907 zur Gründung des Schutzverbandes alpenländischer Brauereien in Form einer Genossenschaft m.b.H. ausgeweitet wurde. 
1909 beteiligte sich die Gösser AG gemeinsam mit einer der größten Banken Europas, der Wiener Creditanstalt, wo Leopold Löwy persönlich Miteigentümer war und die auch viele andere Finanzierungen begleitet, gemeinsam mit den zwei steirischen Brauereien Steinfeld und Puntigamer an der Brauerei AG Union in Laibach, wo bereits Georg von Metaxa als Verwaltungsrat tätig war.
In den folgenden Jahren stieg der Bierausstoß bis auf 244.374 hl und weitere bauliche Erweiterungen wurden durchgeführt, wozu 1911 der Ankauf des Stiftes Göss samt Gründung der Herrschaft Mayr-Melnhof zählten. Bereits zuvor erfolgte die Gründung des Elektrizitätswerks Krempl in Leoben.
Gründer Max Kober starb 1911 im Alter von 80 Jahren. Leopold Löwy führte nun das Unternehmen als Präsident des Verwaltungsrats in Sinne des Gründers nämlich im Charakter eines Eigentümerunternehmens weiter. Im Jahr 1913 betrug das Aktienkapital rund 6 Millionen Kronen. Bis zum Ausbruch des Ersten Weltkriegs wurden noch weitere Brauereien erworben. 
Mit der Entwicklung des Pasteurisationsverfahrens und der Verwendung von Kronkorken in den 1920er-Jahren, expandierte Gösser über die österreichischen Staatsgrenzen hinaus. Im und nach dem Ersten Weltkrieg beteiligte sich die Brauerei Göss an zahlreichen weiteren Brauereien: 1921 wurde die bis heute noch mit dem Konzern verwobene Brauerei Falkenstein in Lienz erworben.
Am 1. Juni 1923 beschloss der Gemeinderat der Gemeinde Göss „…Hrn. Leopold Löwy, Präsident der Gösser AG, in dankbarer Anerkennung seiner durch stets bewiesenen Förderung der Gemeinde-Interessen erworbenen Verdienste zum Ehrenbürger der Gemeinde Göss zu ernennen“. Leopold Löwy blieb bis zu seinem Tode im Alter von 85 Jahren am 14. Februar 1928 Präsident der Gösser AG. Zu Zeit seines Ablebens von Leopold Löwy und bis zu den 1930er Jahren erwirtschaftet die Gösser AG einen Bierausstoß von rund 400.000 hl.
Im Jahr 1933 erhielt das Unternehmen die unwiderrufliche Staatliche Auszeichnung und darf seither das Bundeswappen im Geschäftsverkehr verwenden.
Beim Bierausstoß wurde die Millionen-Hektoliter-Marke 1973 überschritten, sechs Jahre nach der Gründung der Steirerbrau (mit der Reininghaus AG).
1977 wurde die Gösser Brauerei in den Verband der Steirerbrau aufgenommen (Puntigamer, Reininghaus). 1992 wurde die Steirerbrau mit der Brauerei Göss von dem Mitbewerber, der Brau-Beteiligungs-Aktiengesellschaft (BBAG), übernommen und aufgekauft. Die BBAG firmiert heute als Brau Union Österreich AG, die wiederum seit 2003 zum niederländischen Brauereikonzern Heineken gehört.

## Produkte
- Märzen
- Gold
- Spezial
- Stiftsbräu
- Bock
- Zwickl
- Dunkles Zwickelbier
- Naturradler
- Kräuterradler
- Naturgold Alkoholfrei
- Gösser Kracherl Alkoholfrei[2]
- NaturHell (in Deutschland)[3]
- Biostoff (Bio Lagerbier)

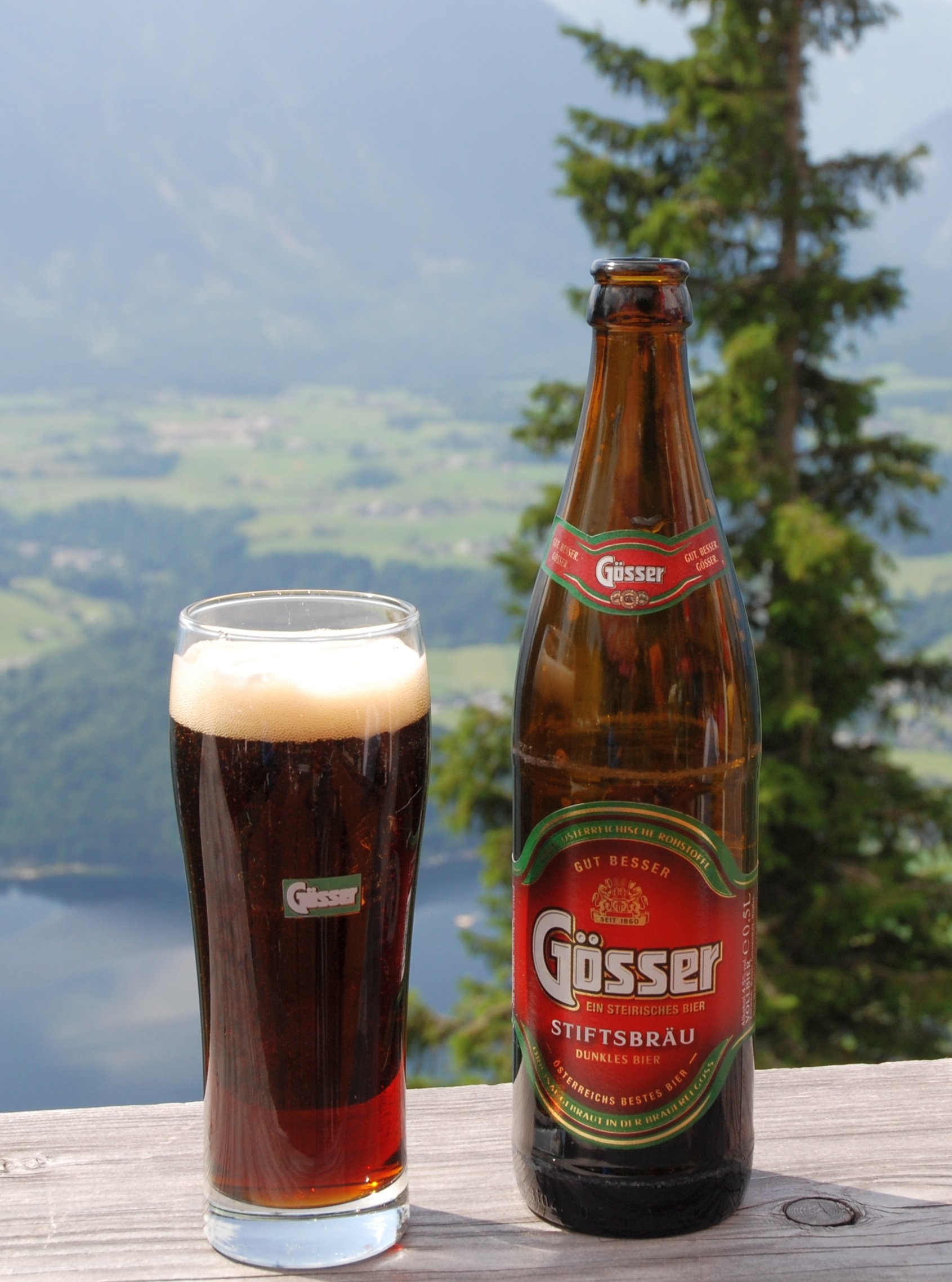
Gösser Stiftsbräu

0,33l Flasche Märzen

Dem Bier Gösser Spezial kam in der österreichischen Geschichte eine ehrenvolle Aufgabe zu. Das Bier wurde anlässlich der Unterzeichnung des Staatsvertrages zum Festmahl serviert. Als Erinnerung daran wurde zum 50-jährigen Staatsvertragsjubiläum (2005) eine Sonderabfüllung ausgeschenkt.
Seit 2012 wurde eigens für die Ski-WM 2013 in Schladming das Gösser WM-Gold gebraut, welches es nur für die Zeit der WM geben sollte.

## Trivia
Beim Abendessen zur Unterzeichnung des österreichischen Staatsvertrages 1955 wurde Gösser Spezial serviert. In Erinnerung an dieses bedeutende Ereignis wurde zum 50-jährigen Staatsvertragsjubiläum (2005) eine Sonderabfüllung ausgeschenkt.
Dem Schriftsteller Douglas Adams kam die Idee zu seinem Werk Per Anhalter durch die Galaxis, als er in Innsbruck nach Genuss von einigen Gösser Bier angetrunken auf einem Acker lag und in die Sterne schaute.